# I'm Like a Bird
I'm Like a Bird este un cântec compus și interpretat de Nelly Furtado, și produs de Gerald Eaton și Brian West. A fost primul single de pe primul ei album, Whoa, Nelly!.
A fost unul dintre cele mai de succes single-uri din 2001, ajungând pe primul loc în clasamentul canadian MuchMusic și pe locul doi în Australia și Noua Zeelandă, cinci în Marea Britanie și nouă în Statele Unite ale Americii.
Piesa a primit recenzii pozitive din partea criticilor, și a devenit unul dintre cele mai aclamate melodii din 2001. Piesa a fost nominalizată la Premiul Grammy pentru Cântecul Anului și a câștigat Premiul Grammy pentru cea mai bună interpretare pop feminină.